# Arctosa leaeniformis
Arctosa leaeniformis är en spindelart som först beskrevs av Simon 1910.  Arctosa leaeniformis ingår i släktet Arctosa och familjen vargspindlar.
Artens utbredningsområde är Botswana. Inga underarter finns listade i Catalogue of Life.